# 索尼爱立信Zylo

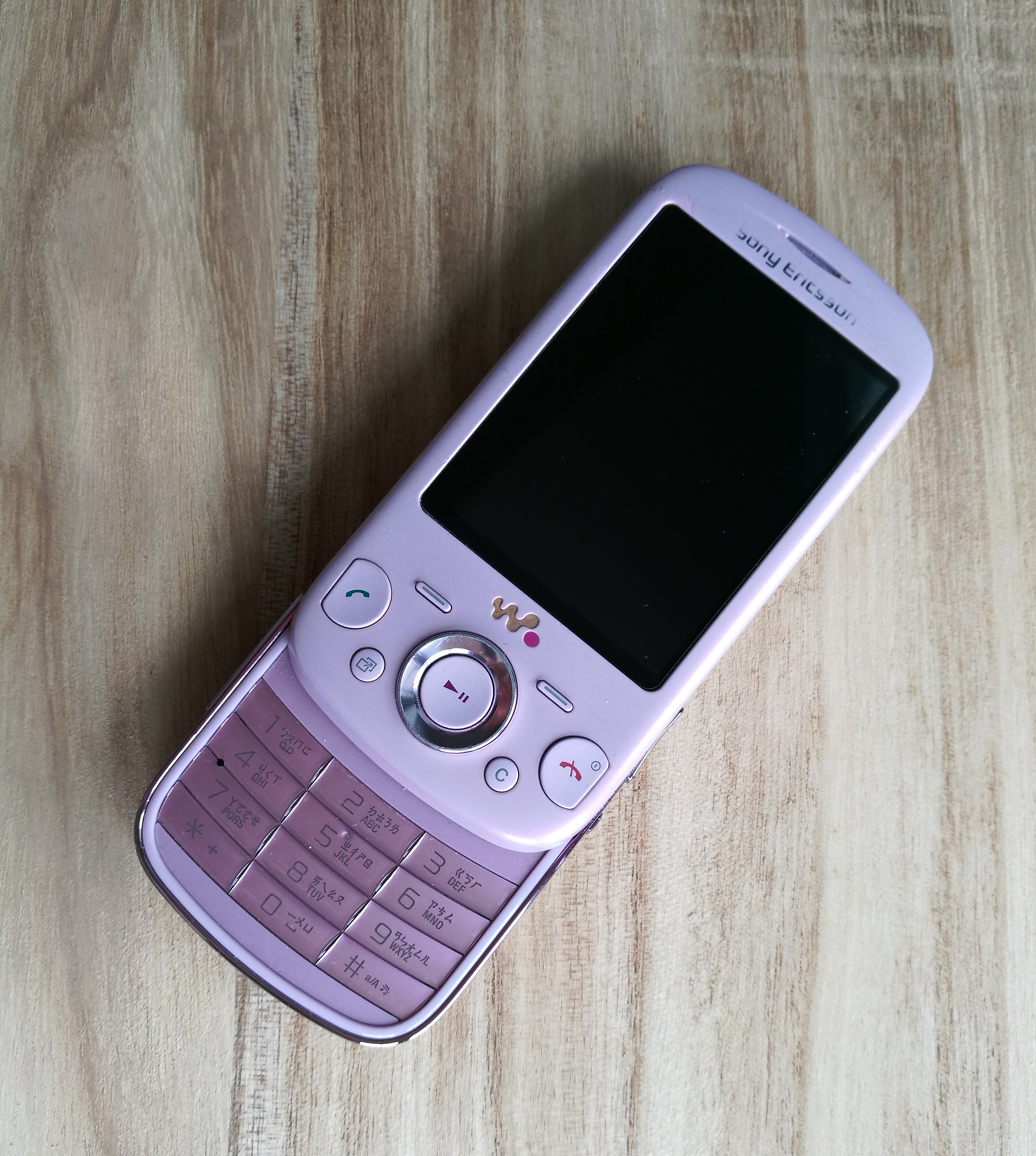
Sony Ericsson Zylo

索尼爱立信Zylo是索尼爱立信出品一部音樂手機，發售於2010年。

## 主要規格
- 大小：103 x 52 x 16 mm
- 重量：115.0 克

## 系統
- 制式：GSM四頻 WCDMA

## 數位功能
- 相機功能：320萬像素
- 影像功能：2 倍數位變焦、Photo fix 相片修飾、地理標記、Photo feeds 影片 / 照片上傳
- 內建 FM 收音機
- 內建 Walkman Player
- FLAC 無損高音質格式、Clear Stereo / Bass、Music Call 分享、通話背景音
- 音樂支援格式: MP3、AAC、AAC+、eAAc+、WMA、FLAC